# Oršanskij rajon
L'Oršanskij rajon (in russo Оршанский район?) è un rajon della Repubblica dei Mari, nella Russia europea, istituito nel 1924. Il capoluogo è Oršanka. Il rajon ricopre una superficie di 896,49 chilometri quadrati ed ospitava nel 2023 una popolazione di 12 379 abitanti.